# ムカゴトラノオ
ムカゴトラノオ（零余子虎の尾、学名：Bistorta vivipara ）は、タデ科イブキトラノオ属の多年草。

## 特徴
多年草で全体に無毛。地下の根茎は太く塊状になる。根出葉は数個つき、長い筒状の鞘をもつ葉柄があり、葉身は長さ1-12cm、幅0.5-3cmになる広楕円形から披針形で、基部は心形からくさび形になる。葉質は厚く、表面は深緑色で光沢があり、裏面は粉白色を帯び、網目状の葉脈がある。茎は根出葉の間から直立し、枝を分けないで、高さ5-30cmになり、茎につく葉は互生し、小さくて細く、葉柄はない。
花期は6-9月。茎先に穂状花序を1個つけ、花穂は細長く、長さ2-10cmになり、白色または淡紅色の花を密につけ、下部の花はとっくり形のむかごになる。花に花弁はなく、萼が花冠状に深く5裂し、萼片は長さ2-3mmになる。雄蕊は8個あり、花糸は萼片より少し長い。子房の先に花柱が3個つく。果実は3稜をもつ長さ約3mmの痩果になるが、ふつう花が終わっても結実することはない。花穂の下部につくむかごが穂軸から落ち、新苗となり繁殖する性質をもつ。

## 分布と生育環境
日本では、北海道、本州中部地方以北に分布し、亜高山帯から高山帯の日当たりのよい草地や岩礫地に生育する。国外では北半球の寒帯に広く分布する。

## 名前の由来
ムカゴトラノオのムカゴは花穂につくむかごから、種小名のvivipara は、「胎生の」「母体上で発芽する」「むかごのつく」の意味。

## 下位分類
- ウラゲムカゴトラノオ Bistorta vivipara (L.) Delarbre f. roessleri (G.Beck) Kitag.[8]

## ギャラリー
- 根出葉に長い葉柄がある。
- 花穂の下部はむかごになる。